# Kenkichi Nakamura
Pour les articles homonymes, voir Nakamura.
Kenkichi Nakamura (中村 憲吉); 25 janvier 1889 à Miyoshi, dans la préfecture de Hiroshima - 5 mai 1934, est un poète japonais de tanka.
Nakamura est élève de Itō Sachio, avec qui il édite la revue de tanka Araragi. Il publie plusieurs recueils de poèmes, dont Rinsen shū (1916), Keira shū (1931) et Keira shū igo (1934).
Dans une de ses anciennes demeures dans la ville d'Onomichi se trouve aujourd'hui le « Musée de littérature d'Onomichi » (おのみち文学の館, Onomichi bungaku no kan). La maison a également servi de résidence à Shiga Naoya, ce qui explique pourquoi les deux écrivains sont ici célébrés.

## Source de la traduction
- (de) Cet article est partiellement ou en totalité issu de l’article de Wikipédia en allemand intitulé « Nakamura Kenkichi » (voir la liste des auteurs).
- Notices d'autorité :   - VIAF
  - ISNI
  - IdRef
  - LCCN
  - Italie
  - Japon
  - CiNii
  - Pays-Bas
  - Israël
  - WorldCat